# Hank Azaria
Hank Albert Azaria (* 25. března 1964 Forest Hills) je americký herec a komik židovského původu. Absolvoval newyorskou American Academy of Dramatic Arts. Asi nejvíce je znám díky svému dabingu postav Vočka, Apua, Clancy Wigguma a dalších z amerického animovaného seriálu Simpsonovi, vysílaného na stanici Fox.
Svoji úplně první maličkou filmovou roličku si odbyl ve snímku Pretty Woman, kde zahrál postavu policejního detektiva Albertsona vyšetřujícího vraždu prostitutky.
V muzikálu Spamalot zahrál Sira Lancelota, také se objevil ve filmu Ptačí klec a v neposlední řadě ztvárnil roli psychologa v seriálu Huff. Objevil se také v seriálu Přátelé, kde ztvárnil postavu vědce a podivína Davida, přítele Phoebe Bufetové (Lisa Kudrow) z 1., resp. 9. série.
Také hrál roli zlého čaroděje Gargamela v americkém rodinném 3D filmu Šmoulové z roku 2011, který je založen na stejnojmenné komiksové knižní sérii od Peya a stejnojmenném animovaném televizním seriálu.
V roce 1999 se oženil s herečkou Helen Huntovou, ale jejich vztah skončil roku 2000 rozvodem.